# 近藤ふで
近藤 ふで（こんどう ふで、生没年不明）は、幕末期の女性。天然理心流3代目近藤周助の9番目の妻にして、4代目近藤勇（新選組局長）の義母。名は主に筆と表記。

## 人物
江戸牛込近辺の芸者出身と伝わる。
養子・勇に対して酷く虐待を加え、そのせいか病気にかかった勇が、治療を受けるためにいったん上石原村に帰されたこともあったと言う。
勇の結婚に関しても、「このような醜婦でなければ迎える嫁もないのかと噂されては近藤家の名に関わる」として反対していた。
天然理心流4代目を近藤勇が襲名すると、夫・周斎より先に隠居先である四谷舟板横町の寓居に移り住む。
周斎の没後、消息不明。